# Robert Piskórz
Robert Piskórz (ur. 29 grudnia 1978 r. w Koszalinie) – polski aktor, reżyser filmów krótkometrażowych i teledysków, a także autor licznych wizualizacji. Absolwent Studia Aktorskiego przy Teatrze im. Stefana Jaracza w Olsztynie.

## Kariera zawodowa
W latach 2002–2003 występował w Teatrze im. Stefana Jaracza w Olsztynie, gdzie miał miejsce jego zawodowy debiut – główna rola męska w sztuce Romeo i Julia Williama Szekspira. Aktorowi partnerowały w roli Julii Patrycja Szczepanowska oraz wówczas jeszcze aktorka niezawodowa Julia Kołakowska.
Od 1 stycznia 2004 r., Robert Piskórz jest aktorem Teatru im. Stefana Żeromskiego w Kielcach.
Jest laureatem festiwalu JVC w Tokio, na którym w roku 2006 doceniono jego niespełna 3,5-minutowy film niemy Bałkański romans.

## Role teatralne (wybór)
- 2002 – Aż do bólu jako Raul (reż. Józef Skwark)
- 2003 – Romeo i Julia jako Romeo Monteki (reż. Piotr Szczerski)
- 2004 – Lawina jako Młody mężczyzna (reż. Linas Marijus Zaikauskas)
- 2004 – Iwona, księżniczka Burgunda jako Cyprian (reż. P. Szczerski)
- 2004 – Cyrograf jako Rudolf, Święty Wojciech (reż. Maria Wójcikowska)
- 2005 – Nie teraz, kochanie jako Pan Lawson (reż. Grzegorz Chrapkiewicz)
- 2005 – Historia honoru i głupoty... jako Rzewuski, Przyjaciel Kokoszy (reż. Krzysztof Galos)
- 2006 – Kłopot Pana Boga jako Wojtek (reż. P. Szczerski)
- 2006 – Ania z Zielonego Wzgórza jako Gilbert Blythe (reż. Jan Szurmiej)
- 2006 – Tartuffe albo szalbierz jako Walery (reż. G. Chrapkiewicz)
- Zemsta jako Wacław (reż. P. Szczerski)
- Pijany na cmentarzu jako Operator kamery (adaptacja i reżyseria Piotr Sieklucki)
- 2007 – Macica jako Drugi (reż. P. Szczerski)
- 2007 – Dziady według Stanisława Wyspiańskiego jako Jeden z gromady, Pacholę, Feliks, Lokaj II, Szambelan (reż. Piotr Jędrzejas)

## Filmografia (wybór)
Role
- 2001 – Raport (film telewizyjny)
- 2001 – Kameleon (film)
- 2001 – Kameleon (serial)
- 2006 – Pustka (etiuda filmowa)

Reżyseria
- 2004 – Bałkański romans
- 2008 – Film o powstawaniu Nowego ładu świata (w realizacji)